# Oronoqua ibisca
Espèce
Oronoqua ibisca est une espèce d'insectes hémiptères, décrite en 2010.